# Falkia oblonga
Falkia oblonga là một loài thực vật có hoa trong họ Bìm bìm. Loài này được Bernh. ex Krauss mô tả khoa học đầu tiên năm 1844.